# Sour Patch Kids
Sour Patch Kids（常被译作“酸屁孩”、“小屁孩”、“小鬼头”）是一种美国人形软糖品牌，味道先酸后甜，表面涂有转化糖浆和酸糖（柠檬酸、酒石酸和糖的混合物）。 口号是"先酸后甜（Sour Then Sweet）"和"酸，甜，消失（Sour. Sweet. Gone）”，指的是软糖从酸到甜的味道。

## 历史
Sour Patch Kids最初是由Jaret International的Frank Galatolie在20世纪70年代初以Mars Men为名而创建的。  20世纪70年代末，吉百利和瑞典的Smeera Blyton甘草公司在安大略省的汉密尔顿成立了艾伦糖果公司来生产它们。1985年，他们更名为Sour Patch Kids，但现在归Santi所有。这个名字很可能是为了利用椰菜娃娃的流行知名度而更改的。

## 相关产品

### 球鞋
2015年，安德玛曾推出过以这款软糖为灵感的Curry 1“Candy Reign”球鞋，库里本人则穿着这双鞋夺得了全明星三分大赛的冠军。
2019年11月初，安德瑪再度推出了以这款畅销人形软糖为灵感的Curry 7 “Sour Patch”球鞋，包含红、绿两个配色。球鞋内侧和鞋垫上充满了酸屁孩软糖的图案、文字元素，鞋舌和后帮也不例外。

### 电子游戏
世界变味（英语：World Gone Sour）是一款基于酸屁孩软糖的电子游戏，发行于2011年。 它由Playbrains开发，卡普空发行。 PC版于2011年12月20日发布，PlayStation Network版于2012年4月10日发布，Xbox Live Arcade(XBLA)版于2012年4月11日发布。2015年左右被平台下架。

### 其他食物产品
2018年，醉爾斯冰淇淋推出了酸屁孩（Sour Patch）冰淇淋。2018年，强生休闲食品公司还生产了酸屁孩冰棒。
Post公司于2018年推出了酸屁孩麦片。这种谷物麦片的形状像酸屁孩软糖，撒上酸糖，酸糖便会溶解在牛奶之中。